# سان لورنتزو بلیتزی
سان لورنتزو بلیتزی (به ایتالیایی: San Lorenzo Bellizzi) یک کومونه در ایتالیا است که در استان کزنتزا واقع شده‌است. سان لورنتزو بلیتزی ۳۸ کیلومتر مربع مساحت و ۷۱۵ نفر جمعیت دارد و ۸۳۰ متر بالاتر از سطح دریا واقع شده‌است.